# Poliedro stellato uniforme

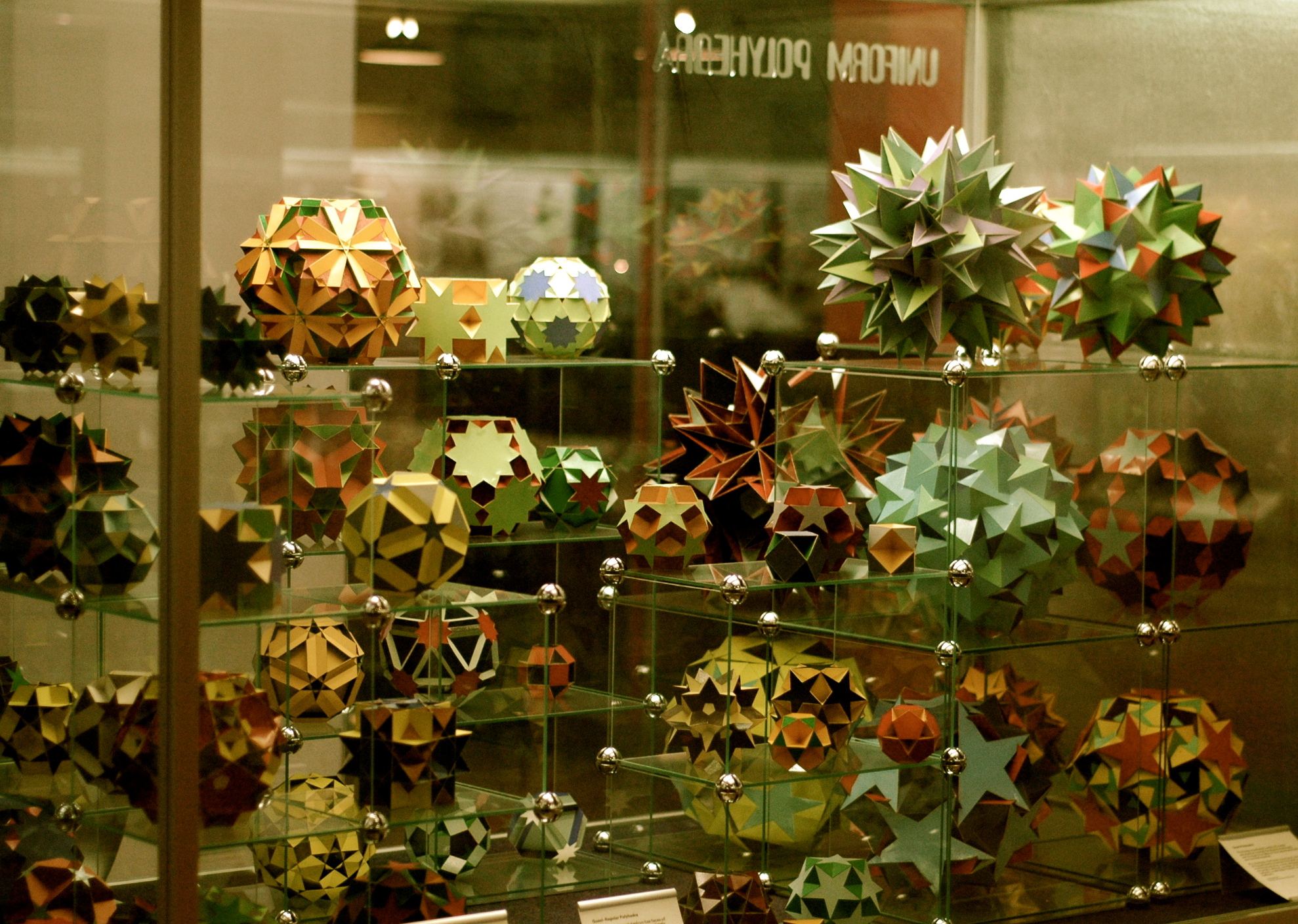
Esposizione di poliedri uniformi stellati al museo della scienza di Londra.

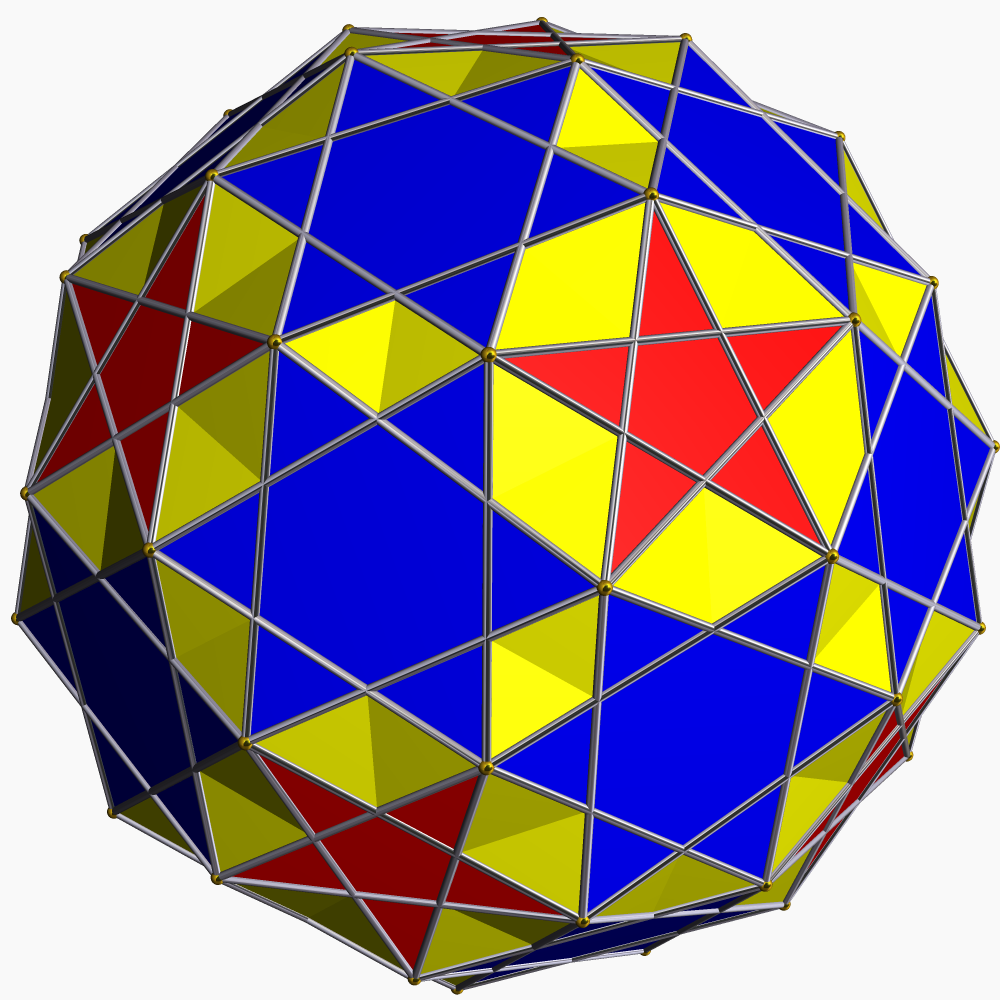
Il piccolo icosicosidodecaedro camuso è un poliedro stellato uniforme con figura al vertice 3^{5}.^{5}/_{2}.

In geometria solida, un poliedro stellato uniforme è un poliedro uniforme auto-intersecante; per sottolineare quest'ultima proprietà, un poliedro di questo tipo è talvolta chiamato in letteratura anche "poliedro non-convesso". Ogni poliedro stellato uniforme può avere sia facce, sia figura al vertice a forma di poligono stellato.
L'insieme completo di 57 poliedri stellati uniformi non prismatici comprende 4 poliedri regolari, chiamati anche poliedri di Keplero-Poinsot, 5 poliedri quasiregolari e 48 poliedri semiregolari. A questi si sommano poi due serie infinite di prismi stellati uniformi e antiprismi stellati uniformi.
Proprio come i poligoni stellati non degeneri, aventi cioè una densità poligonale maggiore di 1, corrispondono a più poligoni circolari parzialmente sovrapposti, i poliedri stellati che sono privi di facce passanti per il loro centro hanno densità poliedrica maggiore di 1 e corrispondono a poliedri sferici parzialmente sovrapposti. Dei 57 poliedri stellati uniformi non prismatici esistenti, 47 sono di questo tipo, gli altri 10 invece sono costituiti dai 9 aventi facce passanti per il loro centro, ossia i cosiddetti emipoliedri, e dal grande dirombicosidodecaedro, l'unico poliedro uniforme che non può essere realizzato tramite la costruzione di Wythoff, e non hanno densità ben definita.
Tutti i poliedri uniformi elencati nelle tabelle sottostanti si possono generare attraverso la costruzione di Wythoff, e quindi partendo da triangoli di Schwarz, e sono catalogati in base al loro gruppo di simmetria e alla disposizione dei loro vertici. I poliedri regolari sono indicati con il proprio simbolo di Schläfli, mentre quelli non regolari sono elencati con la propria incidenza dei vertici. 
Ad alcuni poliedri è stata aggiunta anche la dicitura non uniforme, ad indicare che l'inviluppo convesso della disposizione dei vertici ha la stessa topologia di uno di questi ma non ha facce regolari.

## Simmetria diedrica
Per questo paragrafo si rimanda alla voce relativa ai poliedri prismatici uniformi.

## Simmetria tetraedrica

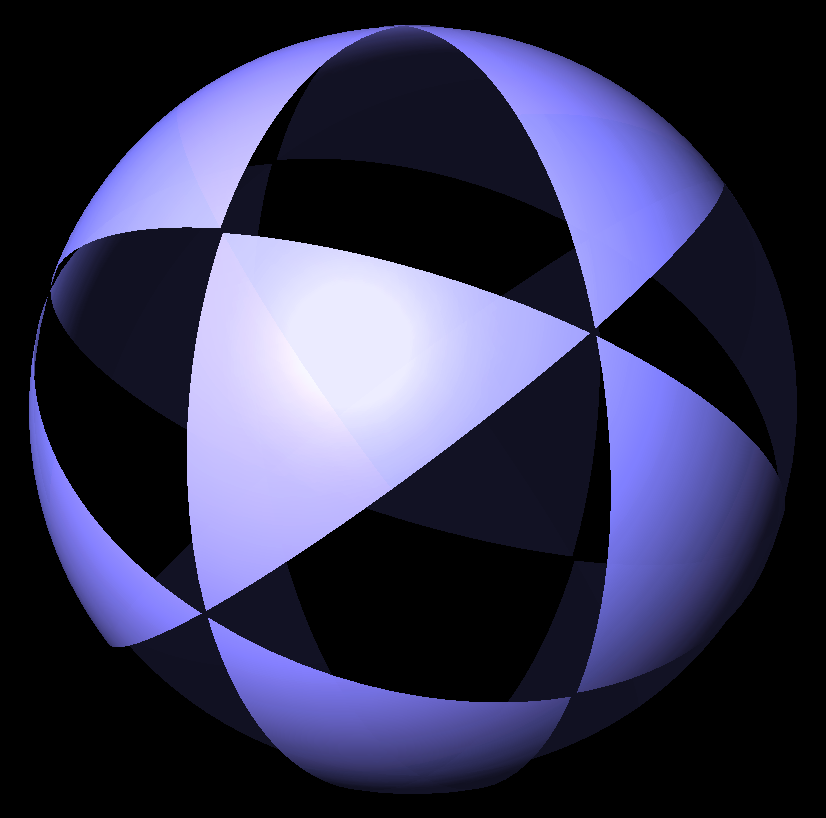
Triangoli (3 3 2) su una sfera.

Esiste un poliedro non-convesso, il tetraemiesaedro, avente simmetria tetraedrica (con dominio fondamentale il triangolo di Möbius (3 3 2)).
Ci sono due triangoli di Schwarz che generano poliedri stellati uniformi unici: il triangolo rettangolo (3⁄2 3 2) e il triangolo (3⁄2 3 3). Quest'ultimo genera l'ottaemiottaedro, elencato di seguito data la sua simmetria ottaedrica.
| Disposizione dei vertici (Inviluppo convesso) | Poliedri stellati    | Poliedri stellati |
| --------------------------------------------- | -------------------- | ----------------- |
| Tetraedro                                     |                      |                   |
| Tetraedro rettificato Ottaedro                | 4.3⁄2.4.3 3⁄2 3 \| 2 |                   |
| Tetraedro troncato                            |                      |                   |
| Tetraedro cantellato (Cubottaedro)            |                      |                   |
| Tetraedro omnitroncato (Ottaedro troncato)    |                      |                   |
| Tetraedro camuso (Icosaedro)                  |                      |                   |

## Simmetria ottaedrica

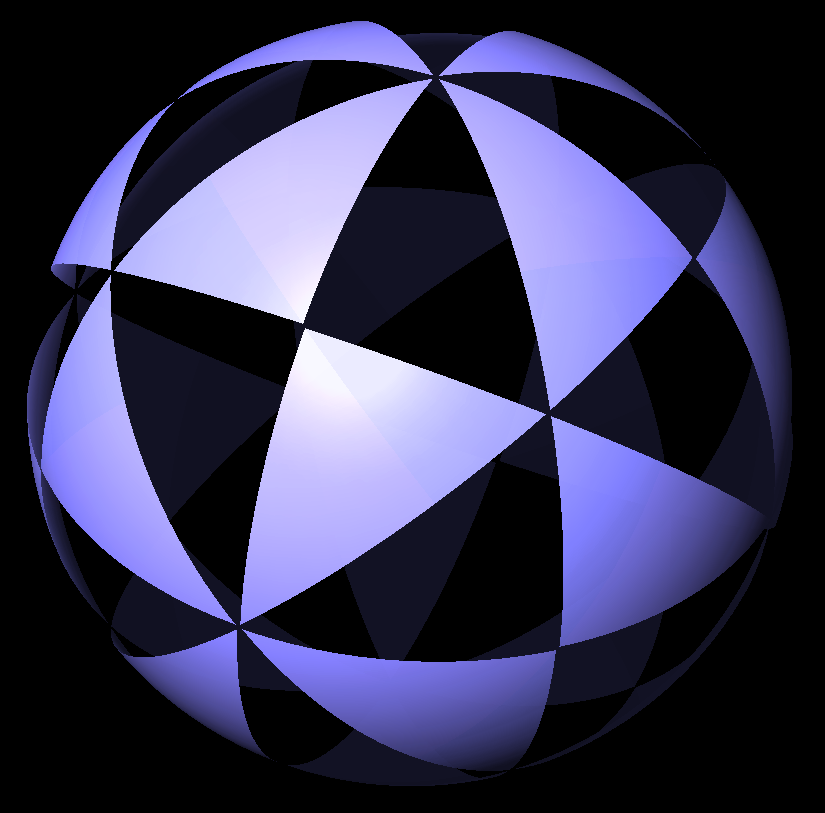
Triangoli (4 3 2) su una sfera.

Esistono 8 poliedri convessi e 10 non convessi con simmetria ottaedrica (con dominio fondamentale il triangolo di Möbius (4 3 2)).
Ci sono due triangoli di Schwarz che generano poliedri stellati uniformi: i due triangoli rettangoli (3⁄2 4 2) e (4⁄3 3 2) e i due triangoli (4⁄3 4 3) e (3⁄2 4 4).
| Disposizione dei vertici (Inviluppo convesso) | Poliedri stellati                | Poliedri stellati      | Poliedri stellati    |
| --------------------------------------------- | -------------------------------- | ---------------------- | -------------------- |
| Cubo                                          |                                  |                        |                      |
| Ottaedro                                      |                                  |                        |                      |
| Cubottaedro                                   | 6.4⁄3.6.4 4⁄3 4 \| 3             | 6.3⁄2.6.3 3⁄2 3 \| 3   |                      |
| Cubo troncato                                 | 4.8⁄3.4⁄3.8⁄5 2 4⁄3 (3⁄2 4⁄2) \| | 8⁄3.3.8⁄3.4 3 4 \| 4⁄3 | 4.3⁄2.4.4 3⁄2 4 \| 2 |
| Ottaedro troncato                             |                                  |                        |                      |
| Rombicubottaedro                              | 4.8.4⁄3.8 2 4 (3⁄2 4⁄2) \|       | 8.3⁄2.8.4 3⁄2 4 \| 4   | 8⁄3.8⁄3.3 2 3 \| 4⁄3 |
| Cubottaedro troncato non uniforme             | 4.6.8⁄3 2 3 4⁄3 \|               |                        |                      |
| Cubottaedro troncato non uniforme             | 8⁄3.6.8 3 4 4⁄3 \|               |                        |                      |
| Cubo simo                                     |                                  |                        |                      |

## Simmetria icosaedrica

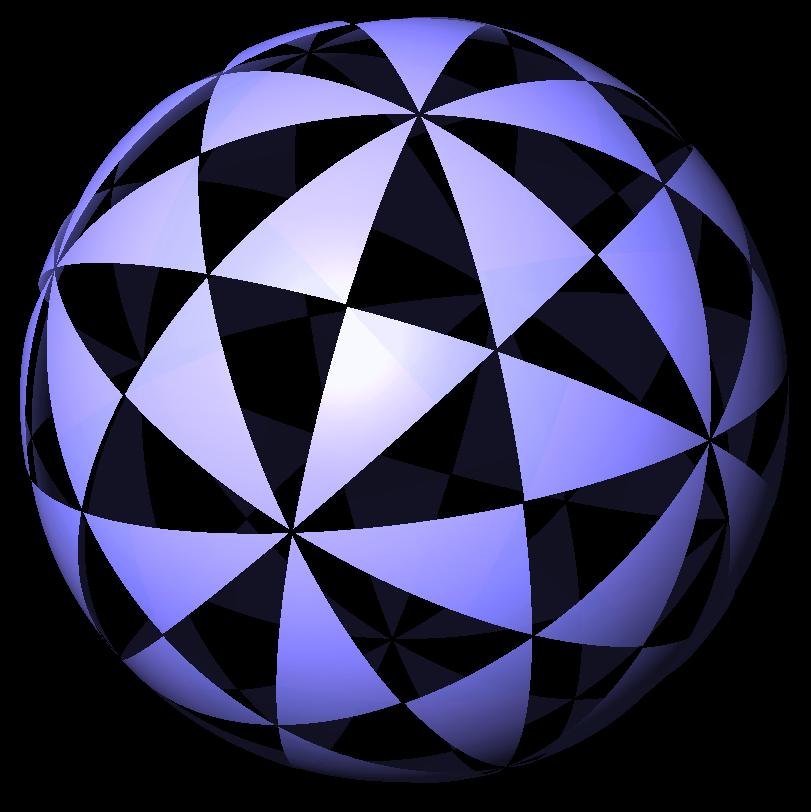
Triangoli (5 3 2) su una sfera.

Esistono 8 poliedri convessi e 46 non convessi aventi simmetria icosaedrica (con dominio fondamentale il triangolo di Möbius (5 3 2)), 47 se si considera anche il grande dirombidodecaedro dicamuso, detto anche "poliedro di Skilling".
| Disposizione dei vertici (Inviluppo convesso) | Poliedri stellati                      | Poliedri stellati              | Poliedri stellati                  | Poliedri stellati                  | Poliedri stellati          | Poliedri stellati       | Poliedri stellati        | Poliedri stellati    |
| --------------------------------------------- | -------------------------------------- | ------------------------------ | ---------------------------------- | ---------------------------------- | -------------------------- | ----------------------- | ------------------------ | -------------------- |
| Icosaedro                                     | {5,5⁄2}                                | {5⁄2,5}                        | {3,5⁄2}                            |                                    |                            |                         |                          |                      |
| Icosaedro troncato non uniforme               | 10.10.5⁄2 2 5⁄2 \| 5                   | 3.10⁄3.5⁄2.10⁄7 5⁄2 3 \| 5⁄3   | 3.4.5⁄3.4 5⁄3 3 \| 2               | 4.10⁄3.4⁄3.10⁄7 2 5⁄3 (3⁄2 5⁄4) \| |                            |                         |                          |                      |
| Icosaedro troncato non uniforme               | 4.5⁄2.4.5 5⁄2 5 \| 2                   | 5.6.5⁄3.6 5⁄3 5 \| 3           | 4.6.4⁄3.6⁄5 2 3 (5⁄4 5⁄2) \|       |                                    |                            |                         |                          |                      |
| Icosaedro troncato non uniforme               | 35.5⁄2 \| 5⁄2 3 3                      |                                |                                    |                                    |                            |                         |                          |                      |
| Icosidodecaedro                               | 3.10.3⁄2.10 3⁄2 3 \| 5                 | 5.10.5⁄4.10 5⁄4 5 \| 5         | 3.5⁄2.3.5⁄2 2 \| 3 5⁄2             | 5⁄2.10⁄3.5⁄3.10⁄3 5⁄3 5⁄2 \| 5⁄3   | 3.10⁄3.3⁄2.10⁄3 3 3 \| 5⁄3 | 5.5⁄2.5.5⁄2 2 \| 5 5⁄2  | 6.5⁄2.6.5⁄3 5⁄3 5⁄2 \| 3 | 5.6.5⁄4.6 5⁄4 5 \| 3 |
| Dodecaedro troncato non uniforme              | 3.10⁄3.5.10⁄3 3 5 \| 5⁄3               | 5.6.3⁄2.6 3⁄2 5 \| 3           | 6.10⁄3.6⁄5.10⁄7 3 5⁄3 (3⁄2 5⁄2) \| |                                    |                            |                         |                          |                      |
| Dodecaedro troncato non uniforme              | (35.5⁄3)/2 \| 3⁄2 3⁄2 5⁄2              |                                |                                    |                                    |                            |                         |                          |                      |
| Dodecaedro                                    | {5⁄2,3}                                | (3.5⁄2)3 3 \| 5⁄2 3            | (5.5⁄3)3 3 \| 5⁄3 5                | (3.53)/2 3⁄2 \| 3 5                |                            |                         |                          |                      |
| Rombicosidodecaedro                           | 5.10.3⁄2.10 3⁄2 5 \| 5                 | 4.10.4⁄3.10⁄9 2 5 (3⁄2 5⁄2) \| | 5.10⁄3.10⁄3 2 5 \| 5⁄3             |                                    |                            |                         |                          |                      |
| Rombicosidodecaedro non uniforme              | 6.6.5⁄2 2 5⁄2 \| 3                     |                                |                                    |                                    |                            |                         |                          |                      |
| Rombicosidodecaedro non uniforme              | 6.5⁄2.6.3 5⁄2 3 \| 3                   | 3.10.5⁄3.10 5⁄3 3 \| 5         | 6.10.6⁄5.10⁄9 3 5 (3⁄2 5⁄4) \|     | 3.10⁄3.10⁄3 2 3 \| 5⁄3             |                            |                         |                          |                      |
| Rombicosidodecaedro non uniforme              | 4.5⁄3.4.3.4.5⁄2.4.3⁄2 \| 3⁄2 5⁄3 3 5⁄2 | 3.3.3.5⁄2.3.5⁄3 \| 5⁄3 5⁄2 3   |                                    |                                    |                            |                         |                          |                      |
| Icosidodecaedro troncato non uniforme         | 6.10.10⁄3 3 5 5⁄3 \|                   |                                |                                    |                                    |                            |                         |                          |                      |
| Icosidodecaedro troncato non uniforme         | 4.10⁄9.10⁄3 2 5 5⁄3 \|                 |                                |                                    |                                    |                            |                         |                          |                      |
| Icosidodecaedro troncato non uniforme         | 4.6.10⁄3 2 3 5⁄3 \|                    |                                |                                    |                                    |                            |                         |                          |                      |
| Dodecaedro camuso non uniforme                | 3.3.5⁄2.3.5 \| 2 5⁄2 5                 | 3.3.3.5.3.5⁄3 \| 5⁄3 3 5       | 34.5⁄2 \| 2 5⁄2 3                  | 34.5⁄3 \| 5⁄3 2 3                  | 3.3.5.3.5⁄3 \| 5⁄3 2 5     | (34.5⁄2)/2 \| 3⁄2 5⁄3 2 |                          |                      |

## Casi degeneri
Nei suoi studi H. S. M. Coxeter ha identificato diversi poliedri stellati degeneri realizzati attraverso il metodo di costruzione di Wythoff, i quali contengono facce o spigoli sovrapposti. Tali poliedri includono:
- Piccolo icosidodecaedro complesso
- Grande icosidodecaedro complesso
- Piccolo rombicosidodecaedro complesso
- Grande rombicosidodecaedro complesso
- Rombidodecadodecaedro complesso